# Rosa corymbifera
Rosa corymbifera är en rosväxtart. Rosa corymbifera ingår i släktet rosor, och familjen rosväxter.

## Underarter
Arten delas in i följande underarter:
- R. c. corymbifera
- R. c. deseglisei

## Bildgalleri

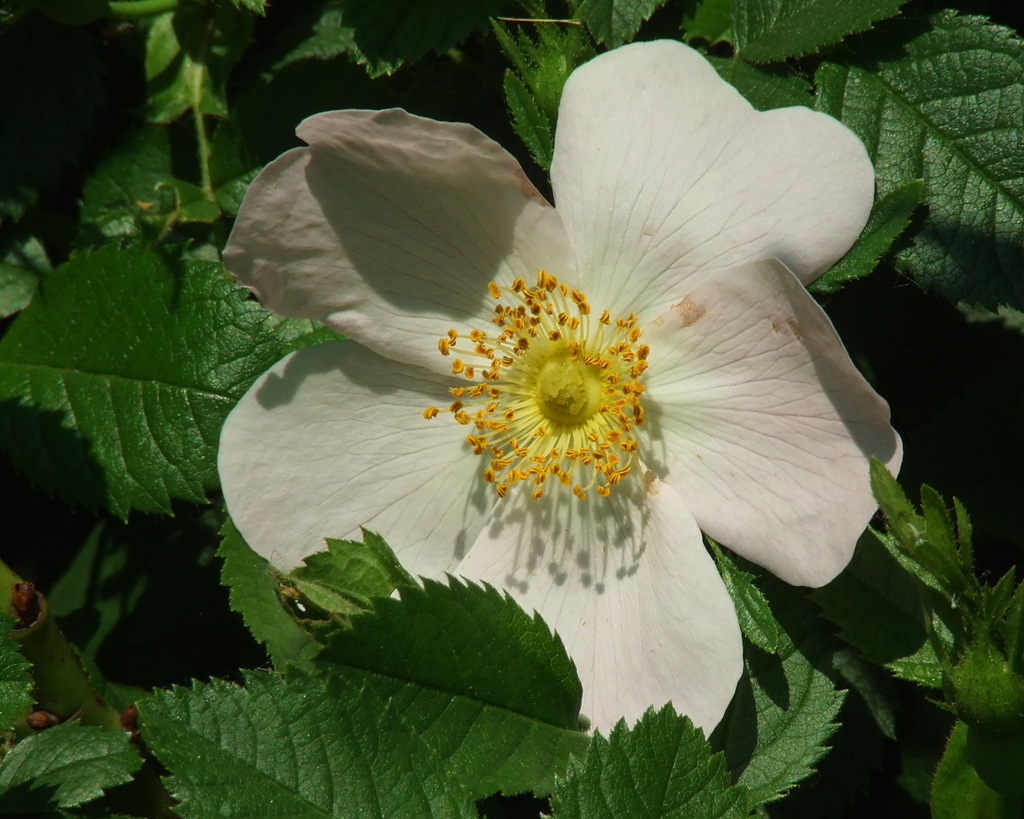
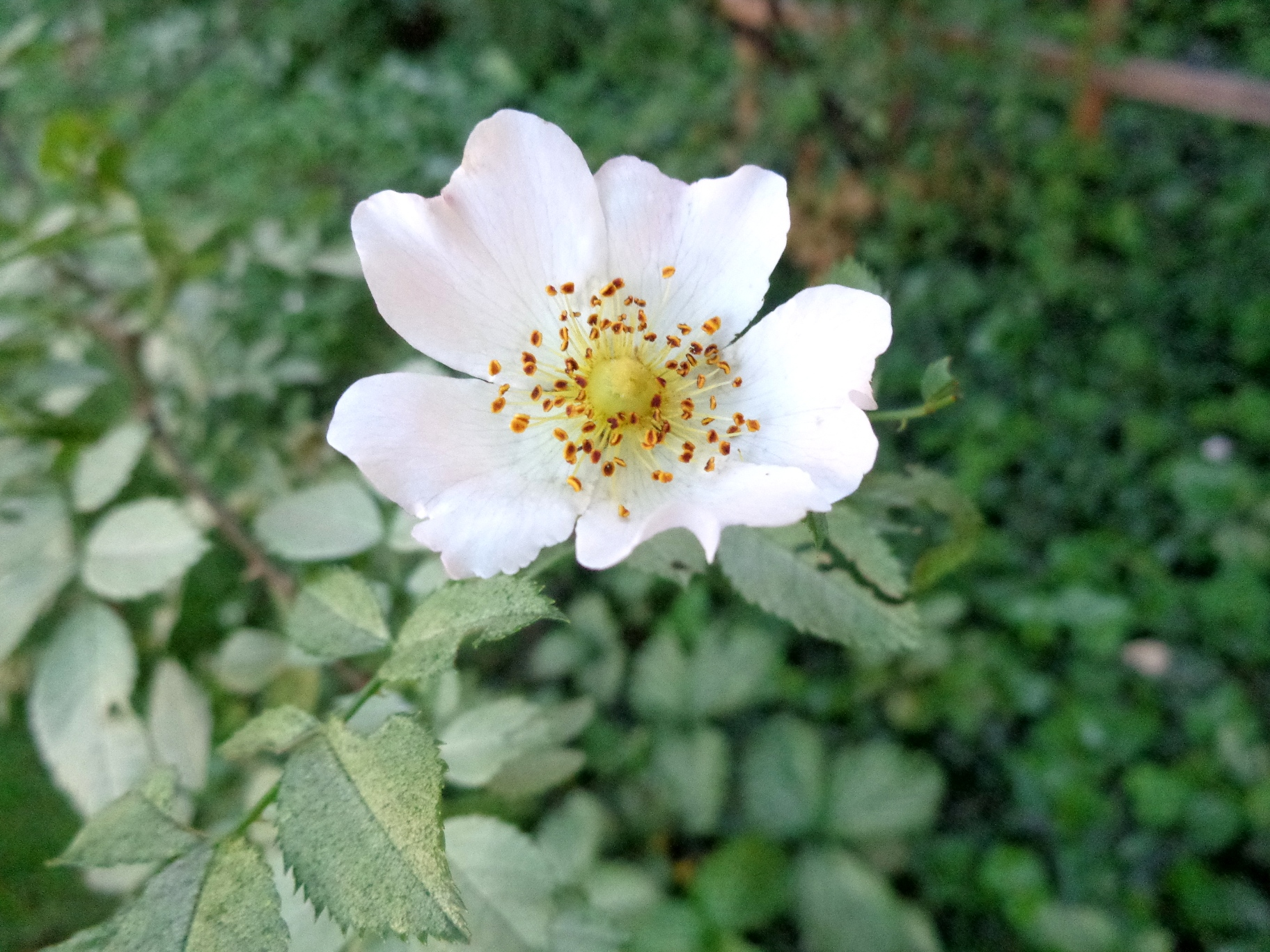